# Grande Expedição do Norte
A Grande Expedição do Norte foi uma das maiores expedições exploratórias da história, mapeando grande parte da costa ártica da Sibéria e da América do Norte. O empreendimento se desenrolou entre 1728 e 1730.